# 片山ストラテック
片山ストラテック株式会社（かたやまストラテック、英: Katayama Stratech Corp.）は、1917年に創業し99年間存在していた日本の鉄骨・橋梁のファブリケーター。東京鐵骨橋梁と経営統合し、日本ファブテックとなる。

## 歴史
- 1917年（大正6年）7月 - 大阪市西区新町にて「片山商店」の名で創業[1]。
- 1921年（大正10年） - 「片山惣五郎商店 鉄工部」に改称。大阪市西区泉尾松之町（現・大正区泉尾町）に鉄骨製作仮工場を設置[1]。
- 1927年（昭和2年） - 大阪市港区（現・大正区）南恩加島に大阪工場を建設[1]。
- 1934年（昭和9年） - 「片山鐵工所」に改称[1]。
- 1941年（昭和16年）7月17日 - 株式会社片山鉄工所を設立し、株式会社に改組[1]。
- 1960年 （昭和35年）4月 - 東京工場を東京都江東区塩浜に建設[1]。
- 1964年（昭和39年） - 大阪市大正区南恩加島に本社ビルを建設。また、東京工場を埼玉県江南村（現・熊谷市）に移転。工場名は名称変更せず、引き続き東京工場となる[1]。
- 1983年（昭和58年）8月 - CAD/CAMシステムの販売を開始[1]。
- 1992年（平成4年）10月 - 社名を片山ストラテック株式会社に変更[3]。ストラテックは「構造物＝ストラクチャー」と「技術＝テクノロジー」の合成語。
- 2016年（平成28年） - 競争力強化を目的として、清水建設の同業連結子会社である東京鐡骨橋梁に4月1日付で橋梁事業を継承、同年10月1日で鉄骨事業を継承して経営統合[4]。東京工場は熊谷工場、広島営業所は同名で継承し、それ以外の拠点は閉鎖する（大阪本社・工場は翌年1月27日に閉鎖）。
- 2017年（平成29年）4月5日 - 法人格終了。

## 企業理念
創造と挑戦

## 主な施工実績
| - 明石海峡大橋 - 東京湾アクアライン | - シャープ堺工場 - 阪神競馬場 - 東京競馬場 - 東京都庁第一庁舎 - 関西国際空港旅客ターミナルビル |